# Tariego de Cerrato
Tariego de Cerrato – gmina w Hiszpanii, w prowincji Palencia, w Kastylii i León, o powierzchni 20,68 km². W 2011 roku gmina liczyła 529 mieszkańców.